# The Power and the Glory (1933)
The Power and the Glory ist ein US-amerikanischer Spielfilm mit Spencer Tracy und Colleen Moore unter der Regie von William K. Howard nach einem Drehbuch von Preston Sturges aus dem Jahr 1933. 2014 wurde der Film ins National Film Registry aufgenommen.

## Handlung
Der Film, eine düstere psychologische Studie, erzählt in chronologisch ungeordneten Rückblenden die Geschichte eines Mannes, der zu großem Reichtum kommt, in seinem persönlichen Leben jedoch einen vernichtenden Illusionsverlust erleidet.
Der Film beginnt mit der Schilderung der Beerdigung von Tom Garner, dem weithin verhassten Präsident einer Eisenbahngesellschaft, an den sich nur sein Sekretär Henry – der gleichzeitig der Erzähler des Films ist – mit Sympathie erinnert. Leidtragende von Garners Egoismus war insbesondere seine Frau Sally, eine ehemalige Lehrerin, die den Analphabeten das Lesen und Schreiben gelehrt hat. Sie geht für ihn arbeiten, damit er studieren und alles über Eisenbahnen lernen kann. Garner, der für eine Eisenbahngesellschaft arbeitet, kommt in seiner Karriere voran und wird schließlich Präsident des Unternehmens. Obwohl er mit Sally einen Sohn hat, beginnt er ein Verhältnis mit der Tochter seines Geschäftspartners. Als er sich von Sally scheiden lassen will, tötet diese sich. Garner heiratet Eve, seine Geliebte. Sein Sohn beginnt mit der Stiefmutter ein Verhältnis; als er entdeckt, dass das Kind, das vermeintlich aus dieser Beziehung entspringt, nicht seines ist, geht auch er in den Freitod.

## Produktion und Rezeption

### Produktionsgeschichte
Der Film basiert auf einem Drehbuch von Preston Sturges. Er verkaufte die Geschichte, die nach seinen Angaben auf tatsächlichen Ereignissen im Leben seiner zweiten Ehefrau basierte, auf der Basis einer prozentualen Beteiligung an den Einspielergebnissen an Jesse L. Lasky. Eine solche prozentuale Beteiligung des Drehbuchautors an den Profiten war bis dahin nicht vorgekommen und der Umstand wurde von den Kolumnisten der Zeit entsprechend herausgestellt.
In mehreren Interview erzählte Sturges, dass er sich zu der ungewöhnlichen Erzählstruktur, die die Geschichte nicht in chronologischer Reihenfolge der Ereignisse schildert, von seiner Frau habe beeinflussen lassen. Er habe das Drehbuch auf der Grundlage ihrer ebenfalls nicht immer in der richtigen zeitlichen Abfolge geschilderten Ereignissen verfasst und entsprechend ihrem Vortrag jeweils neue Aspekte hinzugefügt. Allerdings benutzen damals bereits zahlreiche Schriftsteller diese Erzähltechnik, und etliche Filmkritiker zogen Parallelen zu den Werken von Joseph Conrad.
Das Studio war sich der Innovation des Ansatzes wohl bewusst und bewarb den Streifen insoweit folgerichtig mit dem Hinweis, The Power and the Glory sei
the first major experiment in screen dramatics. Wanting to do something new, Sturges decided to go beyond the most modern pattern of literature and this brought him to the conclusion that while a story might be possessed of a beginning, a climax and an ending, there was no great need in presenting them in that order.
Es wurde sogar ein neuer Begriff, narratage geprägt, um die für die damaligen Sehgewohnheiten neuartige Erzähltechnik zu umschreiben, wonach ein Dritter als Beobachter und Kommentator des Geschehens, die Handlung vorantreibt und schildert. Im selben Jahr nutzte der heute wenig bekannte Film The Sin of Nora Moran ebenfalls einen derartigen Ansatz.
Für die weibliche Hauptrolle war zunächst Irene Dunne vorgesehen, die sich seit 1930 zu einer beliebten Darstellerin langleidender Frauen etabliert hatte, die sich klaglos endlosen Demütigungen hingeben aus Liebe zu einem Mann. Am Ende übernahm der ehemalige Stummfilmstar Colleen Moore die Rolle der Sally. Moore versuchte seit 1932 mehr oder weniger vergeblich, ein Come-Back im Film zu organisieren. Sie stand zunächst unter Vertrag bei MGM, doch gelang es dem Studio nicht, ein passendes Drehbuch für die Talente von Moore zu finden. Am Ende wurde die Schauspielerin für diese Rolle an die Fox Film Corporation ausgeliehen und ihr Vertrag mit MGM kurz danach aufgelöst.
The Power and the Glory war gleichzeitig der erste Film, den Spencer Tracy mit Jesse L. Lasky machte, einem Produzenten, der kurz zuvor noch als Top-Manager für Paramount Pictures gearbeitet hatte. Lasky bewunderte Tracy als Darsteller und wollte ihn zunächst in einem Film namens Helldorado einsetzen. Da Tracy zum Drehtermin nicht erschien, musste Lasky ihn durch Richard Arlen ersetzen, gab ihm jedoch eine zweite Chance und bot ihm eine Rolle in The Power and the Glory an.
Lasky war über dieses Filmprojekt angetan, da Preston Sturges ein für die damalige Zeit außerordentlich originelles Drehbuch gemacht hatte. Lasky plante, das Drehbuch mit großem Aufwand zu verfilmen, und folgte – was zu dieser Zeit ungewöhnlich war – dem Text des Skripts dabei bis ins Detail. Tracy hatte seine Zweifel, ob er der Rolle gewachsen sein würde. Er sollte einen Mann von der Jugend an bis ins hohe Alter verkörpern. Dies war seine bisher anspruchsvollste Rolle. Lasky und Regisseur Howard waren von seiner schauspielerischen Leistung dann jedoch äußerst bewegt, vor allem weil es Tracy gelang, diesen nicht gerade sympathischen Charakter als glaubwürdige und bedauernswerte Person darzustellen.

## Kritiken
In der Zeitschrift Hollywood Citizen-News wurde befunden:
I think it came very close to being one of the best talking pictures ever made in America.
In dem Magazin Nation fand Spencer Tracy besonderes Lob. Er gebe, so der Kritiker,:
one of the fullest characterizations ever achieved on screen.
Der Hollywood Reporter, eine damals angesehene Branchenzeitung, meinte zu der Erzählweise:
A mixture of dramatic action and recited narrative, the result has much in common with the earliest Greek plays, in which the leader of the chorus had much the same function as the narrator in the film. But 'narratage,' as the Fox Company has dubbed the method, has a closer parallel in the variety of novel technique perfected long ago by Henry James and illustrated in its more popular mutations in the fiction of Joseph Conrad.
Variety äußerte sich ebenfalls anerkennend zu der neuartigen Methode:
All these flashbacks are skillfully introduced. It's never mechanical or creakily artificial. The montage is smooth and natural. The camera illusions with the soft fade-outs visibly command the mind's eye to what Morgan is telling to his wife.

## Kinoauswertung
The Power and the Glory wurde in den USA am 6. Oktober 1933 uraufgeführt. Obwohl die Kritiken freundlich waren, wurde der Film insgesamt weniger enthusiastisch aufgenommen, als die Produzenten sich erhofft hatten. Er spielte am Ende nur gut $ 563.323 ein.
Der Film galt lange Zeit als verschollen und dann als unvollständig, um 2004 gelang an der University of California at Los Angeles jedoch die Restaurierung einer 35-mm-Kopie. Der restaurierte Film wurde am 1. April 2005 im New Yorker Film Forum uraufgeführt. In Deutschland war der Film noch nie zu sehen.

## Wirkung
Aufgrund seiner ungewöhnlichen narrativen Struktur ist der Film mit Orson Welles’ Meisterwerk Citizen Kane verglichen worden, der seine Geschichte ebenfalls in chronologisch ungeordneten Rückblenden erzählt.